# Alvaro Načinović
Alvaro Načinović (Fiume, 22 marzo 1966) è un ex pallamanista e dirigente sportivo croato, fino al 1991 jugoslavo.

## Biografia
Il figlio, Veron Načinović, è anch'esso un giocatore di pallamano, per la nazionale croata e per il Montpellier.

## Palmarès

### Olimpiadi
- 2 medaglie:
  - 1 oro (Atlanta 1996[1])
  - 1 bronzo (Seul 1988[2])

### Mondiali
- 1 medaglia:
  - 1 argento (Islanda 1995[1])

### Europei
- 1 medaglia:
  - 1 bronzo (Portogallo 1994[1]

### Giochi del Mediterraneo
- 1 medaglia:
  - 1 oro (Languedoc-Roussillon 1993[1])

### Mondiali under 21
- 2 medaglie[2]:
  - 1 oro (Jugoslavia 1987)
  - 1 bronzo (Italia 1985)